# Språk i Finland

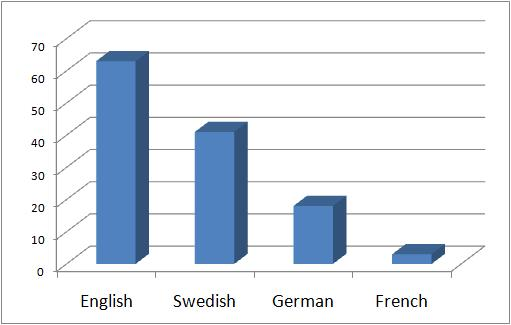
Kunskaper i främmande språk (inklusive svenska annat än som modersmål) i Finland, i procent av befolkningen äldre än 15 år: engelska, svenska, tyska och franska. Baserad på en EU-undersökning genomförd år 2005.

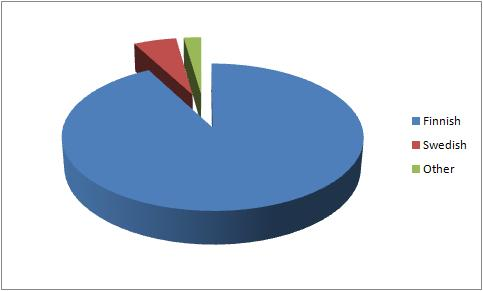
Modersmålsfördelning år 2007 (utan uppdelning för flerspråkiga): finska (blått), svenska (rött), övriga (grönt).

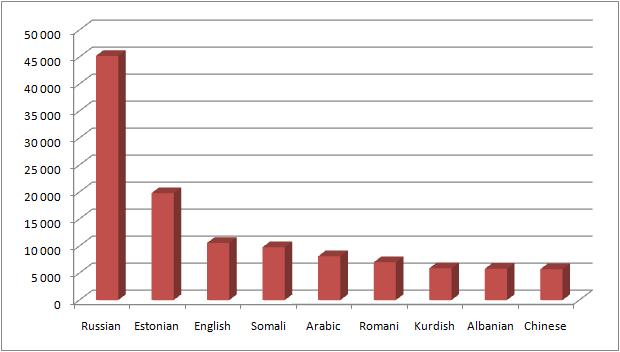
Antal talare (modersmål) av de största icke officiella språken i Finland, 2007: ryska, estniska, engelska, somaliska, arabiska, romani, kurdiska, albanska och kinesiska.

Finland är ett konstitutionellt tvåspråkigt land med finska och svenska som nationalspråk. Också samiska, romani och teckenspråk samt de nordiska språken har olika slag av särställning. Olika invandrarspråk stöds genom bland annat modersmålsundervisning i skolorna och tolktjänster i vissa sammanhang.
Finska och svenska har i de flesta sammanhang samma juridiska status. Kommunala myndigheter är skyldiga att erbjuda service på båda språken om kommunen är tvåspråkig (se Tvåspråkig kommun), statliga myndigheter oberoende. Ett undantag är Åland som är enspråkigt svenskt enligt lag. I den finska skolan är undervisning i ”det andra inhemska språket” i allmänhet obligatorisk.
De samiska språken nordsamiska, enaresamiska och skoltsamiska har en specialställning i vissa kommuner i Lappland och i frågor som berör samerna.

## Svenskans utbredning
|  | enspråkigt finska |

|  | tvåspråkiga, finska majoritetsspråk, svenska minoritetspråk |

|  | tvåspråkiga, svenska majoritetsspråk, finska minoritetspråk |

|  | enspråkigt svenska |

|  | tvåspråkiga, finska majoritetsspråk, samiska minoritetspråk |

Karta över Finlands kommuners språkliga status.

I Finland finns det 310 kommuner. Av dessa är 49 svensk- eller tvåspråkiga. 16 kommuner är enspråkigt svenska, de utgör tillsammans det självstyrda landskapet Åland.
288 400 personer, eller cirka 5,2 % av Finlands befolkning har svenska som modersmål och 4 835 778 eller cirka 87,6 % av befolkningen har finska som modersmål (2018). På 1880-talet talade 18 % av Finlands befolkning svenska som modersmål. I den officiella statistiken kan man dock inte ange mer än ett modersmål. 47 % av medborgarna i Finland som helhet anser sig kunna föra en konversation på svenska.
Svenska språket förekommer i varierande grad i kommunerna. Framförallt talas det i kustregionerna i västra och södra Finland och i små svenska så kallade språköar i exempelvis Tammerfors, Uleåborg, Björneborg och Kotka. I Helsingfors är 36 500 av de 648 000 kommuninvånarna svenskspråkiga medan landsbygden i inlandet är nästan helt finskspråkig. Saltvik på Åland har högsta andelen där 92,1 % av invånarna är svenskspråkiga. På grund av ökad invandring blev personer med främmande språk som modersmål fler än de svenskspråkiga 2014.
Svenskan som talas i Finland kallas finlandssvenska. Vårdad finlandssvenska skiljer sig inte väsentligt från vårdad svenska talad i Sverige, även om vissa karakteristiska skillnader kan noteras. Uttalet ligger närmare uttalet i andra delar av Sverige än rikssvenskt standardspråk. De finlandssvenska dialekterna i ”Fastlands-Finland” hör till den östsvenska dialektgruppen medan åländskan ligger närmare uppländskan. Vissa av dialekterna i Österbotten har bevarat mycket arkaiska drag och kan vara svåra att förstå för personer från andra delar av landet.

## Språkundervisning
I den finländska grundskolan är vid sidan om modersmålet två språk obligatoriska skolämnen, det ena med början i lågstadiet, det andra med början i högstadiet. Ett av de båda språken skall vara det andra inhemska språket, alltså finska eller svenska. Som modersmål undervisas finska eller svenska, i vissa skolor också samiska, rommani, teckenspråk eller annat språk som är elevens modersmål. Om annat språk än finska eller svenska undervisas som modersmål är skolspråket som andraspråk obligatoriskt och det andra inhemska språket valfritt.
Skolans undervisningsspråk är i allmänhet finska eller svenska, i samernas hembygdsområde (nordligaste Finland) skall den som behärskar samiska undervisas i huvudsak på samiska. Hörselskadade skall vid behov också få undervisning på teckenspråk. Kommunen är i allmänhet inte skyldig att anordna modersmålsundervisning på andra språk. I skolor med elever från samernaas hembygdsområde skall samiska vara ett valfritt ämne.
I finskspråkiga skolor är det vanligt att läsa engelska från årskurs tre (obligatoriskt ”A1-språk”) och svenska från årskurs sex (obligatoriskt ”B1-språk”), i svenskspråkiga skolor finska från årskurs tre eller fyra och engelska som frivilligt från årskurs fem (”A2-språk”). Ett andra främmande språk kan studeras som valfritt ämne i grundskolan, som "långt" språk (A2) eller, det vanliga, från åttonde årskursen (”B2-språk”). Den som gått ut grundskolan har då vanligen studerat finska, svenska, engelska och ett andra främmande språk. Språkintresserade väljer ofta ett tredje främmande språk i gymnasiet eller som extra kurser vid universitet. Möjligheterna att välja språk varierar från skola till skola; i större städer och från årskurs åtta finns det ofta möjlighet att som främmande språk välja mellan engelska, franska och tyska, ibland också ryska eller spanska eller något ytterligare språk.
Undervisning i det andra inhemska språket och engelska är i allmänhet obligatorisk i gymnasium, yrkesskolor och högskolor, beroende på linje kan också ett annat valfritt främmande språk vara obligatoriskt.
I folkskolan var andra språk än modersmålet inte obligatoriska och de som inte fortsatt i läroverk eller gått i skola efter grundskolereformen på 1970-talet kan alltså inte nödvändigtvis andra språk än finska eller svenska. För tjänster som förutsätter högskoleexamen och i vissa andra uppgifter förutsätts minst nöjaktig förmåga att förstå det andra inhemska språket ("lilla språkprovet"). Språkprovet ingick och ingår i alla högskoleutbildningar.

## Officiella språkkrav
För högskoleexamen och för många tjänster som förutsätter högskoleexamen förutsätts att man har utmärkt förmåga i ett av de inhemska språken och nöjaktig eller god förmåga i det andra, inklusive de specialkunskaper som behövs på det egna utbildningsområdet. Det förra visas vanligen genom att man skrivit "mognadsprovet" i samband med examen på det språk man gått i skola på, det senare genom ett skilt språkprov ("lilla språkprovet"). Dispens kan beviljas åt till exempel utlänningar. För många tjänster finns specifika krav på språkkunskaper, till exempel så att utmärkta kunskaper krävs i ett visst av språken och goda kunskaper i det andra.
För dem som studerat på annat språk än skolspråket kan mognadsprovet skrivas på båda språken (finska och svenska) vilket räknas visa utmärkta kunskaper i skolgångsspråket och goda kunskaper i studiespråket. Den som fått minst vitsordet magna cum laude approbatur i modersmålet i studentexamen har redan därmed visat utmärkta kunskaper, men kan komplettera med ett mognadsprov på språket ifråga.
Utmärkta kunskaper i svenska eller finska kan också visas genom examen i svenska eller finska för statsförvaltningen ("stora språkprovet") eller genom att klara nivå 6 i allmän språkexamen i svenska eller finska (YKI).
God muntlig och skriftlig förmåga i det andra inhemska språket kan visas som ovan med mognadsprov, genom att språket var skolgångsspråk, godkänt modersmålsprov i studentexamen (det är tillåtet att skriva mer än ett språk som modersmål), genom att studera språket vid högskola ("cum laude" eller minst 35 studieveckor) eller genom skilt språkprov, antingen vid högskolan, examen i svenska eller finska för statsförvaltningen ("lilla språkprovet") eller allmän språkexamen i svenska eller finska (YKI), nivå 4 eller 5.
Nöjaktig förmåga kan visas genom språkprov som för god förmåga (med vitsordet "nöjaktig" respektive nivå 3) eller genom att studera språket vid högskola ("approbatur" eller minst 15 studieveckor). Beroende på hur språkförmågan visats kan man vara tvungen att ytterligare visa den muntliga förmågan i ett skilt test.

## Statliga myndigheters språk

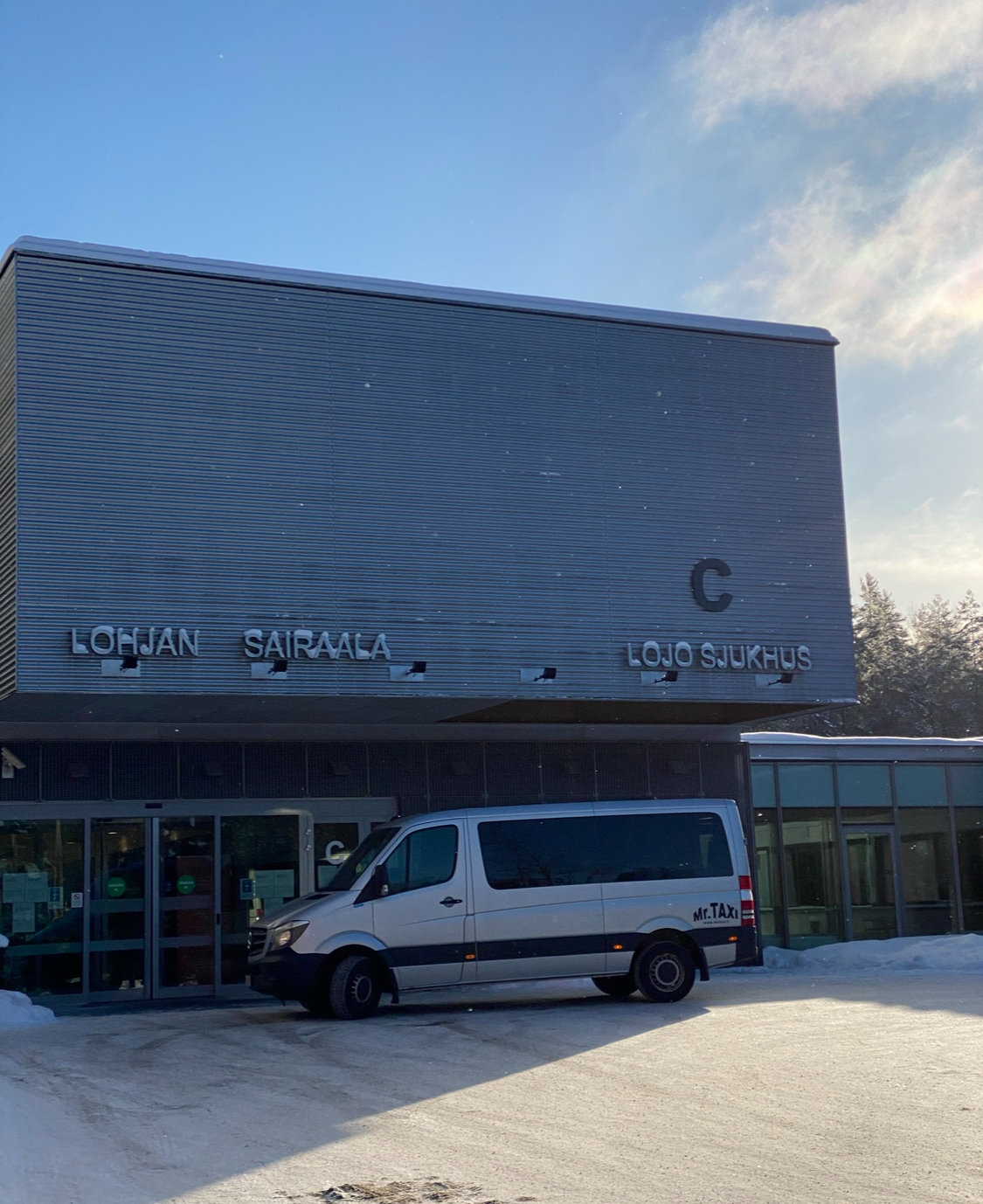
Lojo sjukhus med tvåspråkig skyltning.

Statliga regionala myndigheter är en- eller tvåspråkiga beroende på kommunernas språkliga status i ämbetsdistriktet. Är någon av kommunerna tvåspråkig eller har kommunerna olika språk är myndigheten tvåspråkig. Då en tvåspråkig myndighet kommunicerar med en enspråkig skall i allmänhet den enspråkiga myndighetens språk användas. I andra fall sker skriftväxling mellan myndigheter i allmänhet på finska.
Oberoende av myndighetens språk skall information väsentlig för liv, hälsa, säkerhet, egendom eller miljö ges på både svenska och finska. Likaså skall betjäning ges på båda språken  
Lagar stiftas och publiceras på svenska och finska. Förordningar och rättsnormer utfärdas likaså på båda språken. Lagförslag och tillhörande betänkanden uppgörs i allmänhet på finska, med sammandrag och den föreslagna lagtexten på svenska. I frågor med särskild betydelse för den svenska befolkningen eller för Åland skall betänkandet eller förslaget i sin helhet publiceras på svenska. Då betänkandet har betydelse främst för den svenskspråkiga befolkningen kan det publiceras endast på svenska med sammandrag och föreslagen lagtext på finska. Författningar och beredningen till dem kan publiceras också på samiska i frågor som särskilt berör samerna.
Statsrådsmedlemmar och medlemmar i statliga kommissioner, arbetsgrupper och liknande organ har rätt att använda finska eller svenska. På begäran skall muntliga yttranden i korthet relateras för dem som inte förstår dem. I praktiken används oftast finska som gemensamt arbetsspråk av alla, om inte de svenskspråkiga dominerar.
I förvaltningärenden och vid domstolar avgörs använt språk "med beaktande av parternas rätt och fördel". Handläggningsspråket vid enspråkiga myndigheter är i allmänhet myndighetens språk, men enskilda har rätt att bli hörda på eget språk och få väsentliga handlingar översatta till sitt språk. Tolkning ordnas vid behov i vissa ärenden. Enspråkiga juridiska personer har rätt att använda sitt protokollspråk i kontakt med myndigheter.
För vissa myndigheter gäller särskilda bestämmelser.

## Kommuners språkliga status

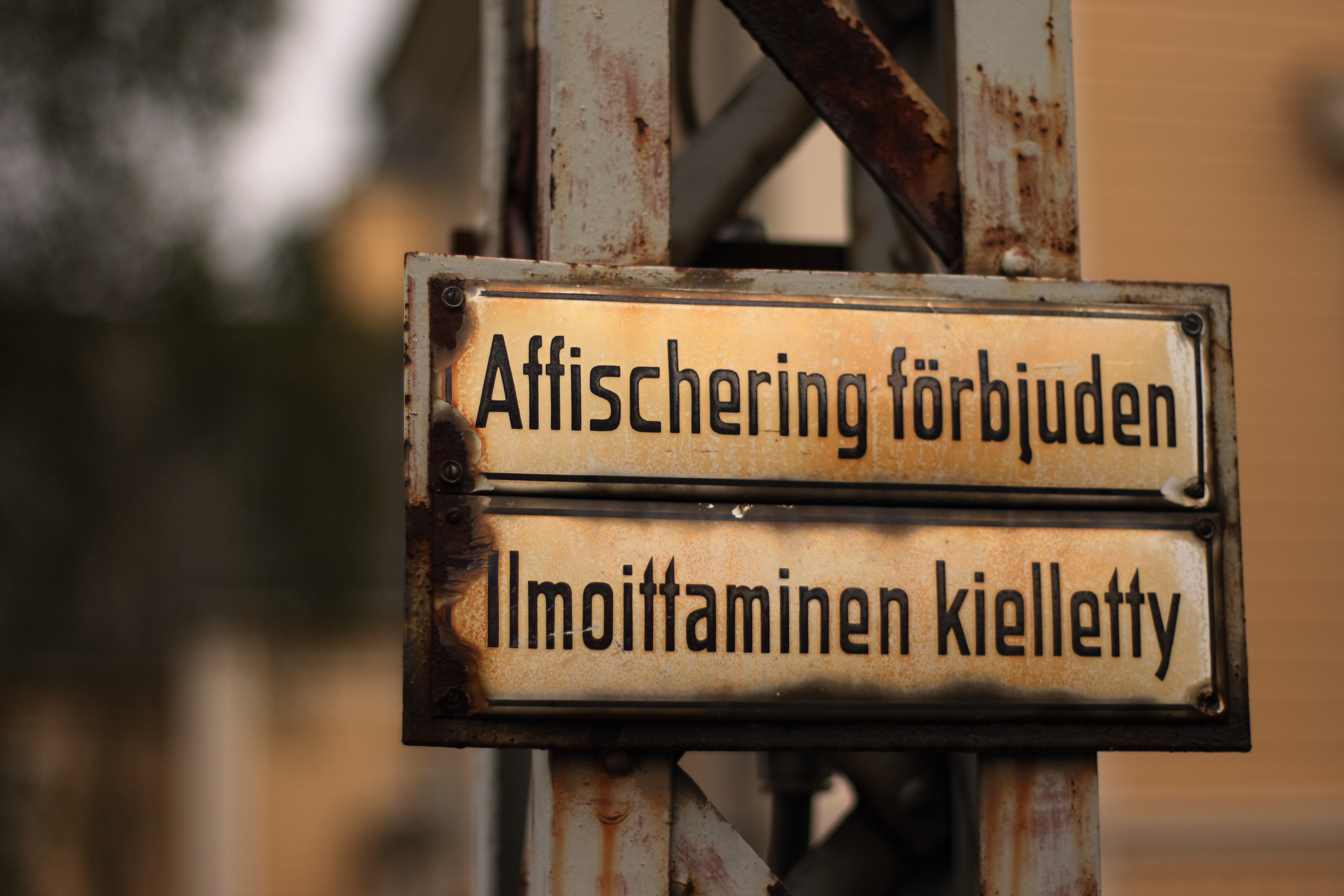
En tvåspråkig skylt i Jakobstad, en tvåspråkig stad i västra Finland.

Kommunernas språkliga status regleras i Finlands språklag, 5 §. Statusen för kommunerna i Samernas hembygdsområde påverkas inte av språklagen, också om deras ställning liknar "tvåspråkiga" kommuners. Kortfattat kan paragrafen sammanfattas enligt följande:
Det är Statsrådet i Finland som beslutar om kommuners språktillhörighet. Kommunerna i Finland är antingen enspråkiga eller tvåspråkiga. Vart tionde år fastställs vilka kommuner som är tvåspråkiga och vilket majoritetsspråket är samt vilka kommuner som är enspråkigt finska eller svenska. En kommun fastställs som tvåspråkig om kommunen har både finskspråkiga och svenskspråkiga invånare och den språkliga minoriteten utgör minst åtta procent av invånarna eller minst 3 000 invånare. En redan tvåspråkig kommun blir bara enspråkig om minoriteten består av färre än 3 000 invånare och minoritetens andel har sjunkit under sex procent. Om fullmäktige i en kommun begär det, kan statsrådet genom förordning bestämma att kommunen är tvåspråkig under följande tioårsperiod även om den annars skulle vara enspråkig.
Tvåspråkiga kommuner och myndigheter i dessa måste skriva vägskyltar, trafikmärken, kommunfullmäktiges möteskallelser och protokoll, kommunala instruktioner och liknande regler samt kommunala kungörelser på båda språken.

## Språklig service hos företag
Statliga affärsverk och tjänsteproducerande företag där staten, flerspråkiga kommuner eller kommuner med olika språk har bestämmanderätt har viss plikt till information på båda nationalspråken. Sköter företagen myndighetsuppgifter har de samma språkliga plikter som myndigheter. För viss verksamhet, såsom kollektivtrafik, gäller skilda bestämmelser. Lagstadgad skriftlig produktinformation skall i tvåspråkiga kommuner jämlikt ges på båda språken. I tvåspråkiga kommuner är det i regel möjligt att få svensk service i alla större företag.

## Samiskans ställning

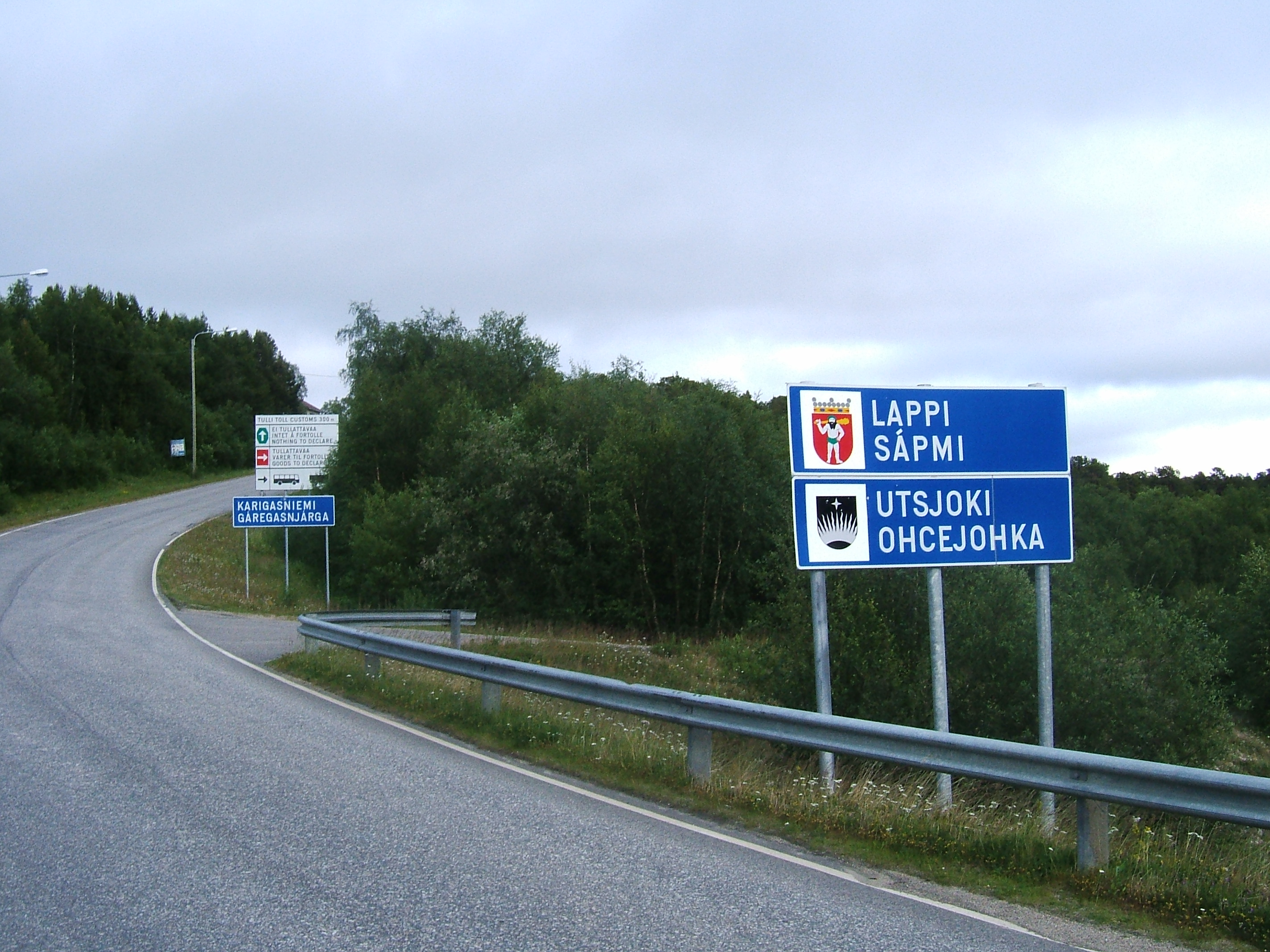
Gränsskylt i Utsjoki kommun med finska och nordsamiska text.

Samiskans ställning regleras enligt en skild lag, samisk språklag, som gäller Enontekis, Utsjoki, Enare och Sodankylä kommuner och de myndigheter som verkar i dessa. Samer har rätt att i egen sak eller i sak där de blir hörda använda nordsamiska, enaresamiska eller skoltsamiska, likaså sammanslutningar med samiska som protokollspråk. Myndighetsinformation, blanketter och så vidare skall finnas också på samiska och betjäning skall ges också på samiska. Tolkning skall vid behov ordnas vid sammanträden i kommunala och statliga organ. Lagar, lagförslag och diverse handlingar översätts när de särskilt gäller samerna eller det annars finns särskilda skäl. En sames rätt att använda samiska påverkas inte av huruvida han också kan finska.
Särbestämmelser om samiska finns också i många andra lagar, till exempel stadgar lag om grundläggande utbildning att de som bor i Samernas hembygdsområde och behärskar samiska i huvudsak skall undervisas på samiska. Nästan alla grundskolor och gymnasier (märk skillnaden mellan finska gymnasier och svensk gymnasieskola) i det samiska hembygdsområdet ger undervisning på eller i samiska.

## Invandrarspråk
De viktigaste invandrarspråken i Finland är ryska (se: Ryssar i Finland), estniska, engelska och somaliska (se: Somalier i Finland).